# NGC 5653
NGC 5653 је спирална галаксија у сазвежђу Волар која се налази на NGC листи објеката дубоког неба.
Деклинација објекта је + 31° 12' 55" а ректасцензија 14h 30m 10,3s. Привидна величина (магнитуда) објекта NGC 5653 износи 12,1 а фотографска магнитуда 12,9. Налази се на удаљености од 45,7000 милиона парсека од Сунца. NGC 5653 је још познат и под ознакама IC 1026, UGC 9318, MCG 5-34-58, CGCG 156-68, IRAS 14280+3126, PGC 51814.